# 祭仲
祭 仲（さい ちゅう、紀元前743年 - 紀元前682年）は、中国春秋時代初期の鄭の政治家。字は仲足。祭足とも呼ばれる。国境を守る下級役人であったが荘公に見出されて大臣となり、春秋初期の鄭の繁栄を支えた。
祭仲は荘公のために鄧より鄧曼を迎え、公子忽が生れた。
公子忽が斉の混乱を収めるために救援に赴いた際に、斉の釐公は斉の公女と娶わせようとしたが、公子忽は「鄭にいたときも斉の公女を娶る気はなかったものを、斉を救って斉の公女を貰えば人はなんというだろうか」と言ってこれを拒んだ。祭仲は「娶りなさい。荘公には多くの子がおり、このままでは後ろ盾のない貴方が君主になるのは難しい」と言って勧めたが、公子忽は聞き入れなかった。
紀元前701年、荘公が死ぬと公子忽が即位して昭公となったが、宋は荘公に嫁いだ宋の大夫の娘の子の公子突を鄭公に即かせることを望み、謀って祭仲と公子突を捕え、公子突の即位と賄賂を要求した。祭仲は公子突を君主にすることを約束して解放され、公子突は即位して厲公となった。
厲公は思いのままに権勢を振るう祭仲を疎んじるようになり、これを除こうとした。しかし、これは事前に祭仲の知るところとなり、厲公は追放された。祭仲は再び公子忽を迎えて昭公とした。しかし、昭公も狩りの最中に家臣の高渠弥に射殺された。祭仲は高渠弥とともに子亹を迎えて鄭公に即位させた。
斉の襄公が会盟の招集をかけ、子亹がそれに行こうとすると、祭仲は行けば必ず襄公に殺されると言って子亹を諫めたが、子亹は翻意しなかった。そこで祭仲は仮病をつかって斉についてゆかず、果たして子亹は殺された。ある人が祭仲を「悪知恵を働かせて難を逃れた」と言うと、祭仲は平然として「そのとおりだ」と答えたという。
その後、祭仲は昭公の弟の公子嬰（鄭子）を迎えて鄭君に即位させた。
鄭子12年（前682年）、祭仲が卒去した。

## 注
1. ↑  『史記』十二諸侯年表